# Esther Good
Esther Good (* 30. Januar 1987) ist eine ehemalige Schweizer Skirennfahrerin. Sie startete in allen Disziplinen und erzielte ihre besten Leistungen im Slalom und im Riesenslalom sowie in der Kombination.

## Biografie
Esther Good gewann 2002 den Riesenslalom beim Trofeo Topolino. Sie bestritt im Dezember desselben Jahres ihre ersten FIS-Rennen und fuhr im Januar 2004 erstmals unter die besten zehn. Im Winter 2005/06 konnte Good, die damals dem C-Kader des Schweizer Skiverbandes angehörte, aufgrund einer Verletzung an keinen Rennen teilnehmen. Die Ergebnisse der Saison 2006/07 waren nicht gut genug, sodass sie nach Saisonende vom Schweizer C-Kader in den Regionalverband zurückgestuft wurde.
Good nahm weiterhin an FIS-Rennen und nationalen Meisterschaften teil und erzielte am 14. Januar 2009 ihren ersten Podestplatz in einem FIS-Rennen. Sechs Tage zuvor hatte sie ihr erstes Rennen im Europacup bestritten. Ab der Saison 2009/10 startete sie regelmässig im Europacup und erreichte von Beginn an Top-10-Resultate in den Disziplinen Slalom, Riesenslalom und Super-Kombination. Daher wurde ihr die Möglichkeit gegeben, Ende Dezember in Lienz ihre ersten Weltcuprennen zu fahren. Ihr Ziel, erstmals Weltcuppunkte zu gewinnen, erreichte sie allerdings nicht: Im Riesenslalom schied sie im ersten Durchgang aus und im Slalom scheiterte sie an der Qualifikation für den zweiten Durchgang. Im Europacup gelang ihr am 11. Januar 2010 mit Platz zwei in der Super-Kombination von Caspoggio der erste Podestplatz, womit sie auch Rang zwei in der Disziplinenwertung erzielte. Mit insgesamt elf Top-10-Platzierungen erreichte sie zudem als jeweils beste Schweizerin Platz elf in der Slalomwertung und Rang zwölf im Gesamtklassement.
Mit ihren Leistungen schaffte Good für die Saison 2010/11 den Sprung vom Regionalverband zurück in das A-Kader von Swiss-Ski. Zu Beginn dieser Saison kam sie zu insgesamt sieben Weltcupstarts, schaffte es dabei aber nie in den zweiten Durchgang, weshalb sie im Rest der Saison wieder im Europacup zum Einsatz kam – allerdings ohne an ihre Ergebnisse des Vorjahres anschliessen zu können. Daneben nahm sie auch an mehreren Rennen im Nor-Am Cup teil. Am 1. Dezember 2010 gelang ihr mit Rang drei im Riesenslalom von Aspen ein Podestplatz. Im März 2011 wurde Good Schweizer Meisterin im Slalom, dennoch stieg sie nach der Saison vom A- ins B-Kader ab. Im gesamten Winter 2011/12 konnte Good wegen einer Knochenhautentzündung am Schienbein an keinen Rennen teilnehmen und kaum trainieren, worauf sie im April 2012 ihren Rücktritt vom Skirennsport bekannt gab.

## Erfolge

### Europacup
- Saison 2009/10: 2. Super-Kombinations-Wertung
- 1 Podestplatz und weitere elf Top-10-Resultate

### Weitere Erfolge
- 1 Schweizer Meistertitel (Slalom 2011)
- 1 Podestplatz im Nor-Am Cup
- 1 Sieg in einem FIS-Riesenslalom